# Mediana (statistica)

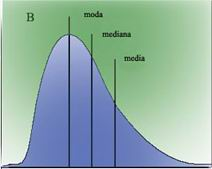
Una funzione di distribuzione con evidenziate la moda, la mediana e la media

In statistica, in particolare in statistica descrittiva, data una distribuzione di un carattere quantitativo oppure qualitativo ordinabile (ovvero le cui modalità possano essere ordinate in base a qualche criterio), si definisce la mediana (o valore mediano) come il valore/modalità (o l'insieme di valori/modalità) assunto dalle unità statistiche che si trovano nel mezzo della distribuzione. La mediana è un indice di posizione e rientra nell'insieme delle statistiche d'ordine.

## Storia
Il termine mediano venne introdotto da Antoine Augustin Cournot e adottato da Francis Galton.
Gustav Theodor Fechner sviluppò l'uso della mediana come sostituto della media in quanto riteneva che il calcolo della media fosse troppo laborioso rispetto al vantaggio in termini di precisioni che offriva.

## Definizione e calcolo
Se si procede al riordinamento delle unità in base ai valori crescenti del carattere da esse detenuto, in sostanza la mediana bipartisce la distribuzione in due sotto-distribuzioni: la prima (da un lato, ad esempio a sinistra della mediana) costituita dalla metà delle unità la cui modalità è minore o uguale alla mediana, e la seconda (dall'altro lato, ad esempio a destra della mediana) costituita dalla metà delle unità la cui modalità è maggiore o uguale alla mediana. Tecnicamente si afferma che la mediana è il valore/modalità per il quale la frequenza relativa cumulata vale (o supera) 0,5, cioè il secondo quartile, ossia il 50º percentile. Usualmente si indica la mediana con Me.
Per calcolare la mediana di {\displaystyle n} dati:
1. si ordinano gli {\displaystyle n} dati in ordine crescente;
2. se il numero di dati è dispari la mediana corrisponde al valore centrale, ovvero al valore che occupa la posizione {\displaystyle (n+1)/2}.
3. se il numero {\displaystyle n} di dati è pari, la mediana è stimata utilizzando i due valori che occupano le posizioni {\displaystyle n/2} e {\displaystyle n/2+1} (generalmente si sceglie la loro media aritmetica se il carattere è quantitativo).

Se le modalità sono raggruppate in classi non si definisce un valore univoco, ma una classe mediana {\displaystyle X_{i}-X_{i+1}}.
La determinazione di tale classe avviene considerando le frequenze cumulate; indicando con {\displaystyle F_{i}} la generica frequenza cumulata relativa dell'osservazione {\displaystyle i}-esima sarà {\displaystyle F_{i+1}>0{,}5} e {\displaystyle F_{i}<0{,}5}. Pur essendo corretto considerare un qualsiasi elemento dell'intervallo {\displaystyle X_{i}-X_{i+1}} un valore mediano si è soliti procedere, al fine di avere una misura unica del valore, a un'approssimazione della mediana con la seguente formula:
{\displaystyle {\mathit {Me}}=X_{i}+(X_{i+1}-X_{i}){\frac {0{,}5-F_{i}}{F_{i+1}-F_{i}}}}
se si assume che la distribuzione dei dati all'interno della classe sia uniforme, che corrisponde ad un processo di interpolazione.

## Proprietà
Una proprietà della mediana è di rendere minima la somma dei valori assoluti degli scarti delle {\displaystyle x_{i}} da un generico valore
{\displaystyle \sum _{i=1}^{N}\left|x_{i}-Me\right|\leq \sum _{i=1}^{N}\left|x_{i}-c\right|\;\;\;\forall c}
Infatti, sia {\displaystyle X} la variabile aleatoria alla quale si riferiscono le osservazioni {\displaystyle x_{i}}. Per la linearità del valore atteso e dell'operatore di derivazione si ha
{\displaystyle {\frac {d}{dc}}\mathbb {E} [\left|X-c\right|]=\mathbb {E} \left[{\frac {d}{dc}}\left|X-c\right|\right]=\mathbb {E} \left[-\operatorname {sgn}(X-c)\right]}
dove {\displaystyle \operatorname {sgn}(X-c)} è la funzione segno di {\displaystyle X-c}. Per la definizione di valore atteso
{\displaystyle {\frac {d}{dc}}\mathbb {E} [\left|X-c\right|]=1\cdot P(X<c)-1\cdot P(X>c)}
dove {\displaystyle P(X<c)} indica la probabilità che {\displaystyle X} sia minore di {\displaystyle c} e {\displaystyle P(X>c)} quella che {\displaystyle X} sia maggiore di {\displaystyle c}. Per le proprietà di normalizzazione della probabilità, cioè {\displaystyle P(X>c)=1-P(X<c)}, l'equazione diventa
{\displaystyle {\frac {d}{dc}}\mathbb {E} [\left|X-c\right|]=P(X<c)-(1-P(X<c))=2P(X<c)-1.}
Quindi
{\displaystyle {\frac {d}{dc}}\mathbb {E} [\left|X-c\right|]=0\quad \Rightarrow \quad P(X<c)={\frac {1}{2}}}
cioè {\displaystyle c} è la mediana.

## Esempio
In un sondaggio fatto all'interno di una facoltà composta da 250 studenti (la popolazione statistica), si intende rilevare il carattere "Gradimento dei professori", secondo le cinque modalità "molto deluso", "insoddisfatto", "parzialmente soddisfatto", "soddisfatto", "entusiasta". Risulta che 10 studenti si dicono entusiasti dell'operato dei professori, 51 si dicono soddisfatti, 63 parzialmente soddisfatti, 90 insoddisfatti, 36 molto delusi.
La distribuzione di frequenza viene rappresentata con una tabella come la seguente:
| Gradimento dei professori | Frequenze assolute | Frequenze relative | Frequenze percentuali | Frequenze cumulate assolute | Frequenze cumulate relative | Frequenze cumulate percentuali |
| ------------------------- | ------------------ | ------------------ | --------------------- | --------------------------- | --------------------------- | ------------------------------ |
| molto deluso              | 36                 | 0,144              | 14,4                  | 36                          | 0,144                       | 14,4                           |
| insoddisfatto             | 90                 | 0,360              | 36                    | 126                         | 0,504                       | 50,4                           |
| parzialmente soddisfatto  | 63                 | 0,252              | 25,2                  | 189                         | 0,756                       | 75,6                           |
| soddisfatto               | 51                 | 0,204              | 20,4                  | 240                         | 0,960                       | 96                             |
| entusiasta                | 10                 | 0,040              | 4                     | 250                         | 1,000                       | 100                            |
| Totali                    | 250                | 1,000              | 100                   |                             |                             |                                |

Nel caso ipotizzato, la mediana è rappresentata dalla modalità "insoddisfatto". Questo significa che almeno la metà degli studenti non è soddisfatta dei professori.